# Franz Toenniges
Franz Toenniges (* 27. September 1923 in Frankenstein in Schlesien; † 19. April 2008 in Kürten) war ein deutscher Kalligraph, Grafiker und Heimatforscher.

## Leben
Toenniges besuchte in seiner schlesischen Heimat das Collegium Seraphicum in Neisse und das Matthias-Gymnasium in Breslau. Nach der Vertreibung setzte er 1946 seine Ausbildung an den Kölner Werkschulen in Grafik, Kalligrafie und Heraldik fort. Anschließend wurde er zunächst Werbegrafiker in der Schweiz. Schon bald begann er eine Tätigkeit in der Auslandswerbung bei der Bayer AG. Seit 1976 lebte er mit seiner Frau Käthe in Kürten. Sie verstarb im Jahr 2004. Beide hatten eine gemeinsame Tochter, die aber schon im Alter von elf Jahren den Tod fand.
Toenniges hatte testamentarisch verfügt, dass sein gesamter Nachlass an das Heilpädagogische Kinderdorf Biesfeld, Stiftung Die gute Hand gehen sollte.

## Interessensgebiete
Sein Leben war begleitet von zahlreichen Ausstellungen, Schaffung von Spruchkarten und kalligrafischen Einzelblättern und Unterstützung bei verschiedenen Anlässen, wie z. B. beim Schriftkreis im Kulturerbe Kölner Dom, der Ehrenbürgerbrief für den Komponisten Karlheinz Stockhausen, oder die Grundsteinlegungsurkunde der Katholikentagssiedlung in Longerich. Auch an seine schlesische Heimat, besonders den Kreis Frankenstein, hielt er in vielen Vorträgen, Veröffentlichungen und Ausstellungen die Erinnerung wach.

## Auszeichnungen
- 1986 Verdienstorden der Bundesrepublik Deutschland
- 2007 Ehrenbürger seiner Heimatstadt Frankenstein (Ząbkowice Śląskie) in Schlesien

## Schriften
- Ein schlesisches Kloster im Brennpunkt preußischer Geschichte, Kürten 1981
- Der Kürtener Sagenschatz, Heider-Verlag, Bergisch Gladbach 1984
- Geliebte Heimat 700 Jahre deutsche Geschichte im schlesischen Kreis Frankenstein, Verlag Busche, Dortmund 1985
- 700 Jahre Stadt Frankenstein in Schlesien (Stiftung Schlesien), Hannover 1986
- St. Hedwig, die Patronin Schlesiens Apostolische Visitatur für das Erzbistum Breslau, Münster  1990
- Um der Wahrheit willen, Leverkusen 2001
- Mit Gott und der Feder, Eine Autobiographie, Kürten 2006